# Hermann Ludwig Schmid

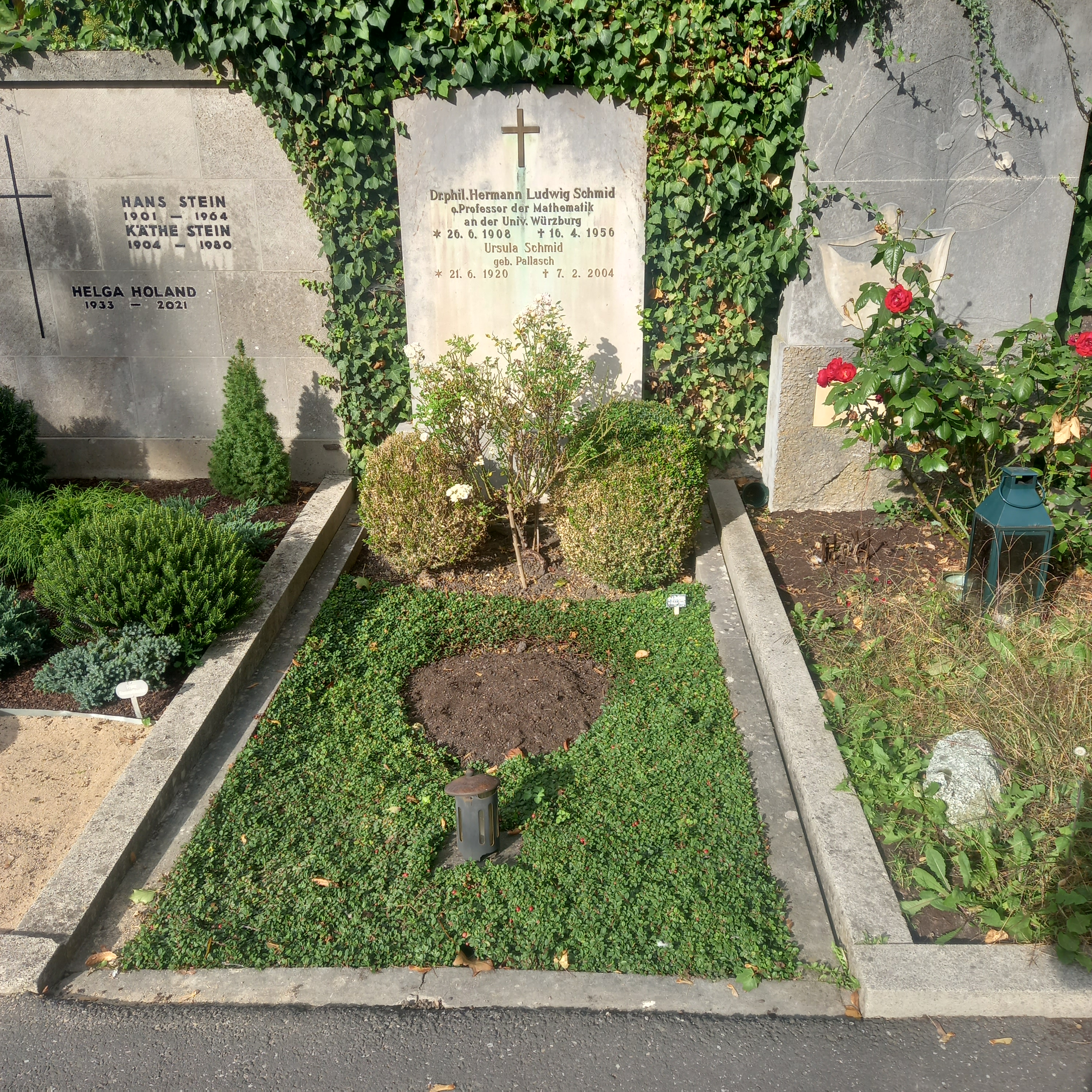
Das Grab von Herman Ludwig Schmid und seiner Ehefrau Ursula geborene Pallasch auf dem Hauptfriedhof Würzburg

Hermann Ludwig Schmid (* 26. Juni 1908 in Augsburg-Göggingen; † 16. April 1956 in Würzburg) war ein deutscher Mathematiker, der sich mit Algebra und algebraischer Zahlentheorie befasste.

## Leben und Werk
Schmid studierte 1927 bis 1932 an der Universität München, wo er die Lehramtsprüfungen ablegte. Danach war er Gymnasiallehrer und promovierte in dieser Zeit 1934 bei  Helmut Hasse an der Universität Marburg (Über das Reziprozitätsgesetz in relativ-zyklischen algebraischen Funktionenkörpern mit endlichem Konstantenkörper). 1935 bis 1937 Assistent bei Hasse in Göttingen. Nach der Habilitation 1939 an der Universität Gießen (Habilitationsschrift: Zur Meromorphismentheorie der elliptischen Funktionenkörper) wurde er 1940 Privatdozent an der Universität Berlin (jetzt Humboldt-Universität zu Berlin), wo er 1946 Professor wurde. Von 1947 bis 1953 war er Herausgeber des Zentralblatts für Mathematik, nachdem er schon seit 1938 der Redaktion unter der Leitung von Harald Geppert angehörte. Er sicherte deren Bestand durch viele Anfragen bei ehemaligen Referenten in aller Welt.
Außerdem spielte Schmid eine große Rolle beim Wiederaufbau der Mathematik nach dem Zweiten Weltkrieg in Berlin (Ost), wo er die Mathematischen Nachrichten 1947 gründete und bis 1956 deren Schriftführer und Mitherausgeber war, und wesentlich an der Gründung eines Instituts für Reine Mathematik an der Deutschen Akademie der Wissenschaften beteiligt war, das er 1947 bis 1953 leitete. Er sorgte mit dafür, dass führende Mathematiker wie Helmut Hasse u. a. nach Berlin kamen und er gewann auch Erhard Schmidt dafür, nach seiner Emeritierung in der Leitung des Forschungsinstituts für Mathematik der Akademie der Wissenschaften zu wirken (Schmidt, Hasse und Georg Hamel waren im Direktorium). 1953 ging er als Professor an die Universität Würzburg, wo er 1954 Dekan der Mathematisch-Naturwissenschaftlichen Fakultät und 1955/56 Rektor wurde.
Hermann Ludwig Schmid verfasste zusammen mit Josef Naas das Mathematische Wörterbuch: mit Einbeziehung der theoretischen Physik (Akademie-Verlag, Berlin 1961 in 2 Bänden).
Schmid wurde auf dem Würzburger Hauptfriedhof beigesetzt.
Er ist nicht mit dem Mathematiker Hermann Schmidt (1902–1993) zu verwechseln, der ebenfalls Professor (und sein Kollege) in Würzburg war.